# Gene Roland
Gene Roland, né le 15 septembre 1921 à Dallas au Texas et mort le 11 août 1982 à New York, est un arrangeur, chef d'orchestre et musicien de jazz américain. Multi-instrumentiste, il a joué au cours de sa carrière du saxophone ténor, du saxophone alto, du piano, de la trompette, du trombone et du mellophone.

## Biographie
Gene Roland joue en 1944 dans le big band de Stan Kenton. Il est par la suite l'arrangeur qui a travaillé sur la plus longue durée pour Kenton, jusqu'aux années 1970. En 1947, alors qu'il joue du piano pour un petit orchestre latino du quartier mexicain de Los Angeles, il a l'idée de faire jouer quatre saxophonistes ténor dans le combo, qui compte seulement huit musiciens. Woody Herman, qui entend jouer cette formation, où le jazz ne tient pas une grande place, décide de recruter trois des saxophonistes pour son orchestre, le Second Herd. Ce sont Herbie Steward, Zoot Sims et Stan Getz. Le quatrième, Jimmy Giuffre, écrit pour Herman un titre qui donnera son nom à cette section de saxophones : Four Brothers. Roland signera par la suite soixante-cinq arrangements pour l'orchestre de Woody Herman.
En 1950, il dirige un orchestre de répétition de vingt-cinq musiciens dont Charlie Parker et Dizzy Gillespie. Les titres enregistrés par cette formation sont connus sous le nom de The Band That Never Was (« l'orchestre qui n'a jamais été »).
Au début des années 1960, il est à nouveau dans l'orchestre de Kenton, quand celui-ci compte une section de quatre mellophones, dont Roland lui-même.

## Sources
- Alain Tercinet, 1986, West Coast Jazz, collection Epistrophy,  Editions Parenthèses, Marseille.
- Scott Yanow, courte biographie sur le site Allmusic.com
- Marc Myers, 2014, Gene Roland : Swingin' Friends, JazzWax.com